# Ketupa flavipes
Ketupa flavipes là một loài chim trong họ Strigidae. Loài này có mặt từ nam Nepal đến Bangladesh, Việt Nam và Trung Quốc.